# Гулий Ігор Сергійович
Гулий Ігор Сергійович (нар. 17 травня 1993, Київ) — директор-художній керівник Київського академічного театру ляльок.

## Життєпис

### Освіта
- 2016 — бакалавр театрального мистецтва, режисер естради та масових свят (Київський університет культури); спеціаліст з менеджменту, організації та адміністрування (Національний університет харчових технологій).
- 2019 — магістр, режисер драматичного театру, викладач (Київський національний університет театру, кіно і телебачення імені Івана Карпенка-Карого)[2].

### Кар'єра
- 2014—2021 — директор-художній керівник, викладач та майстр курсу театру-студії «Терракот».
- 2015—2017 — керівник театрального гуртка в державному закладі «Центр культури і мистецтв» (ДК СБУ).
- Травень 2017 року — липень 2017 — адміністратор в ТВЗК «Київський академічний театр юного глядача на Липках».
- Травень 2019 — січень 2021 — заступник директора-художнього керівника УТВЗК «Український малий драматичний театр».
- З 18 жовтня 2021 року і донині — директор-художній керівник Київського академічного театру ляльок[3].

Член Національної спілки театральних діячів України.
Суддя на міжнародному театральному фестивалі камерних вистав AndriyivskyFest.
У 2019—2020 рр. виступав експертом театральної премії «Київська пектораль».
У 2023 році отримав премію «Київська пектораль» в номінації «Подія року».

### Робота в Київському академічному театрі ляльок
З 21 жовтня 2021 року став директором та художнім керівником Київського академічного театру ляльок.
За інформацією на особистій сторінці Ігоря Гулого у Facebook, перша новорічна компанія за каденції І. Гулого привела у 3 рази більше глядачів, ніж попередня.
З початку повномасштабного вторгнення приміщення театру не працювало, тому активісти та керівництво театру створили ініціативу «Мистецький десант», в рамках якої частина трупи, що залишилася в Києві, давала виїзні благодійні вистави у бомбосховищах, дитячих лікарнях, в осередках ТРО тощо. Ініціатива продовжила працювати і після відкриття театру «Мистецький десант КАТЛ» здійснив більше 30 благодійних виїздів.
29 жовтня 2022 року Київський академічний театр ляльок знову відкривав двері для глядачів.
В листопаді 2022 року, спільно із Департаментом Культури Маріупольської міської ради та проєктом «ЯМаріуполь. Культура» виставу КАТЛ «Котик та півник» було адаптовано для глядачів із вадами слуху, виставу жестовою мовою перекладала наживо Уляна Шумило.
Лютий 2023 р. — прем'єра вистави «Енеїда» (за І. Котляревським), Ігор Гулий виступив художнім керівником (режисер Дмитро Драпіковський, художник-постановник Микола Данько, сценічний текст Вєста Гунченко).

## Режисерська діяльність
2014—2021 рр. директор-художній керівник театру-студії «Терракот»:
- 2014 — постановка «До мурашок…» (за Є. Галямовою), ДК «Київприлад»
- 2015 — постановка «Коханці» (за М. Фратті), ДК «Київприлад»
- 2015 — постановка «Ми їдемо, їдемо, їдемо…» (за М. Колядою), ДК СБУ
- 2016 — постановка «Обережно, жінки!» (за А. Курейчиком), ДК СБУ
- 2017 — постановка «Ритуальник» (авторська), ДК СБУ
- 2018 — постановка «Завтра у нас важливе шоу» (за М. Лиманською), колаборація театр-студія «Терракот» та Національний цирк України
- 2019 — постановка «Суперсалат» (за М. Лиманською), колаборація театр-студія «Терракот» та Київська академічна майстерня театрального мистецтва «Сузір'я»
- 2019 — постановка «Сглаз» (за М. Колядою), колаборація театр «Терракот» та Київська академічна майстерня театрального мистецтва «Сузір'я»[17]
- 2021 — постановка «Третій не зайвий, якщо…» (за М. Хейфіцом), Будинок актора